# Lijst van nummer 1-hits in de Verrukkelijke 15 in 1983
Deze nummers stonden in 1983 op nummer 1 in de Verrukkelijke 15.
| Nummer | Datum       | Artiest      | Titel                   |
| ------ | ----------- | ------------ | ----------------------- |
| 1      | 4 oktober   | Genesis      | Mama                    |
| 2      | 11 oktober  | De Dijk      | Slow Motion             |
| 3      | 18 oktober  | The Dutch    | This Is Welfare         |
|        | 25 oktober  | The Dutch    | This Is Welfare         |
| 4      | 1 november  | Paul Young   | Come Back and Stay      |
|        | 8 november  | Paul Young   | Come Back and Stay      |
|        | 15 november | Paul Young   | Come Back and Stay      |
| 5      | 22 november | Yes          | Owner of a Lonely Heart |
|        | 29 november | Yes          | Owner of a Lonely Heart |
|        | 6 december  | Yes          | Owner of a Lonely Heart |
| 6      | 13 december | Klein Orkest | Over de Muur            |
|        | 20 december | Klein Orkest | Over de Muur            |
|        | 27 december | Klein Orkest | Over de Muur            |